# UFC Fight Night: Overeem vs. Arlovski
UFC Fight Night: Overeem vs. Arlovski var en MMA-gala som arrangerades av Ultimate Fighting Championship och ägde rum 8 maj 2016 i Rotterdam i Nederländerna.